# Ягідна вулиця (Київ)
Я́гідна ву́лиця — вулиця в Голосіївському районі міста Києва, селища Китаїв, Мишоловка та Самбурки. Пролягає від Китаївської вулиці та Учбової вулиці до кінця забудови.
Прилучаються вулиці Трахтемирівська, Віри Ґедройць, Академіка Кащенка, Закарпатська та Хортицька, провулки Ягідний, Самбірський та Хортицький.

## Історія
Вулиця виникла в 1-й половині XX століття, мала назву Садова. Сучасна назва — з 1955 року.

## Установи та заклади
- Спасо-Преображенська церква (буд. № 9)
- Корчуватське кладовище (буд. № 24)
- Мишоловське кладовище (буд. № 27)
- Центральний клінічний госпіталь Державної прикордонної служби України (буд. № 58)
- Спасо-Преображенська пустинь. Церква преподобного Феофіла Київського УПЦ МП (буд. № 58А)
- Скит Києво-Печерської лаври на честь ікони Богородиці Києво-Печерської

## Галерея

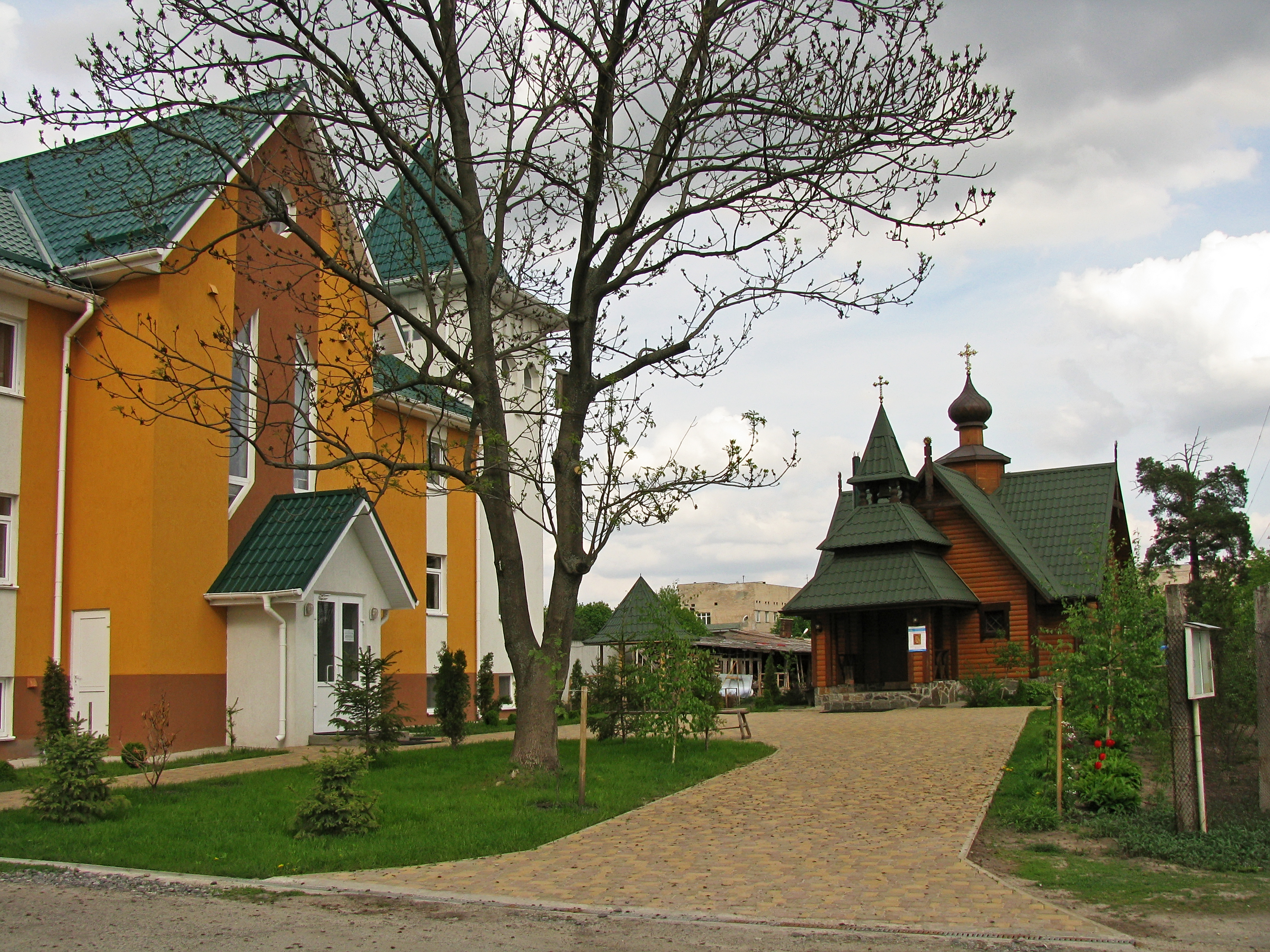
Спасо-Преображенська пустинь. Церква преподобного Феофіла Київського УПЦ МП
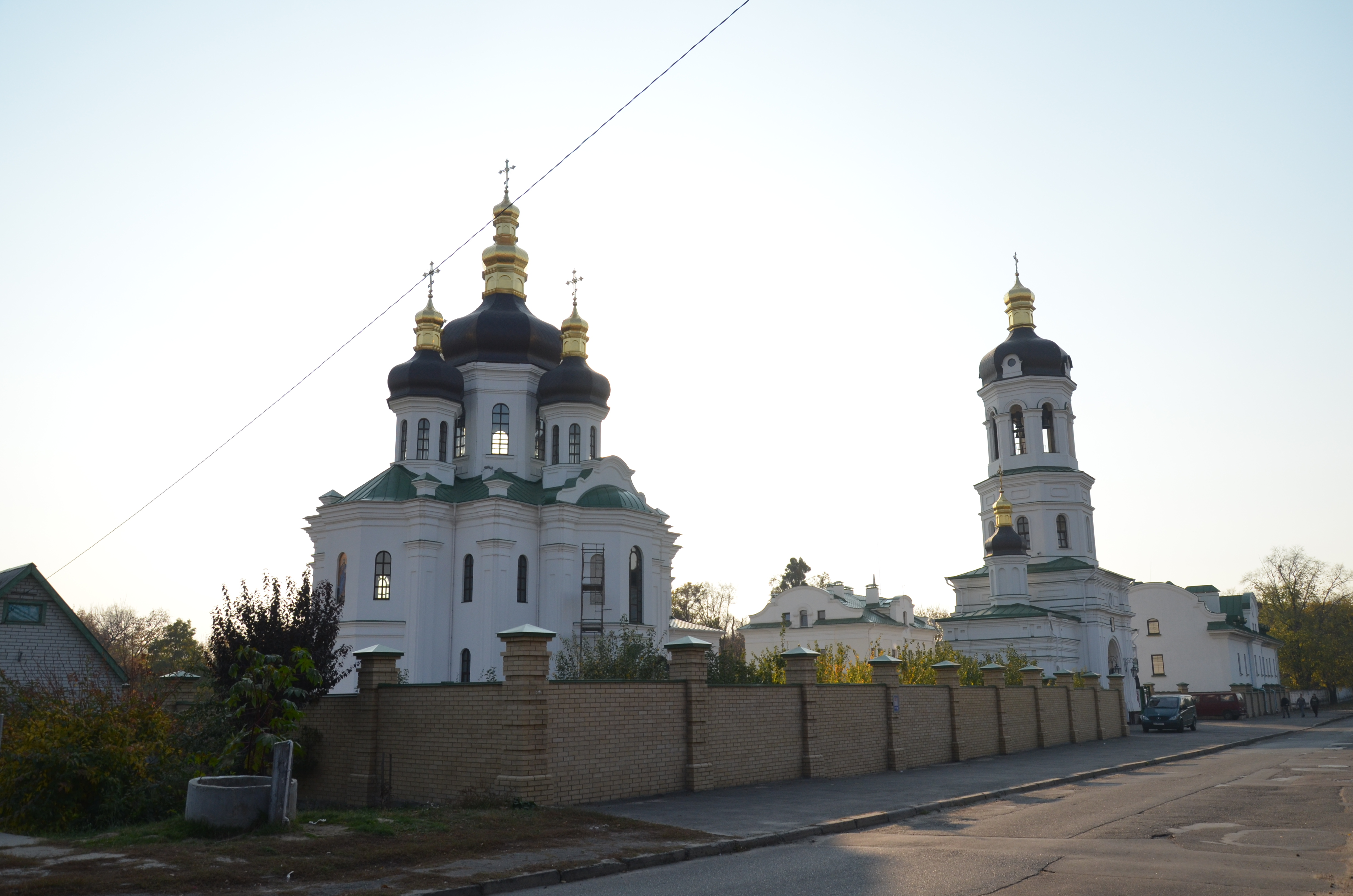
Скит Києво-Печерської лаври на честь ікони Богородиці Києво-Печерської
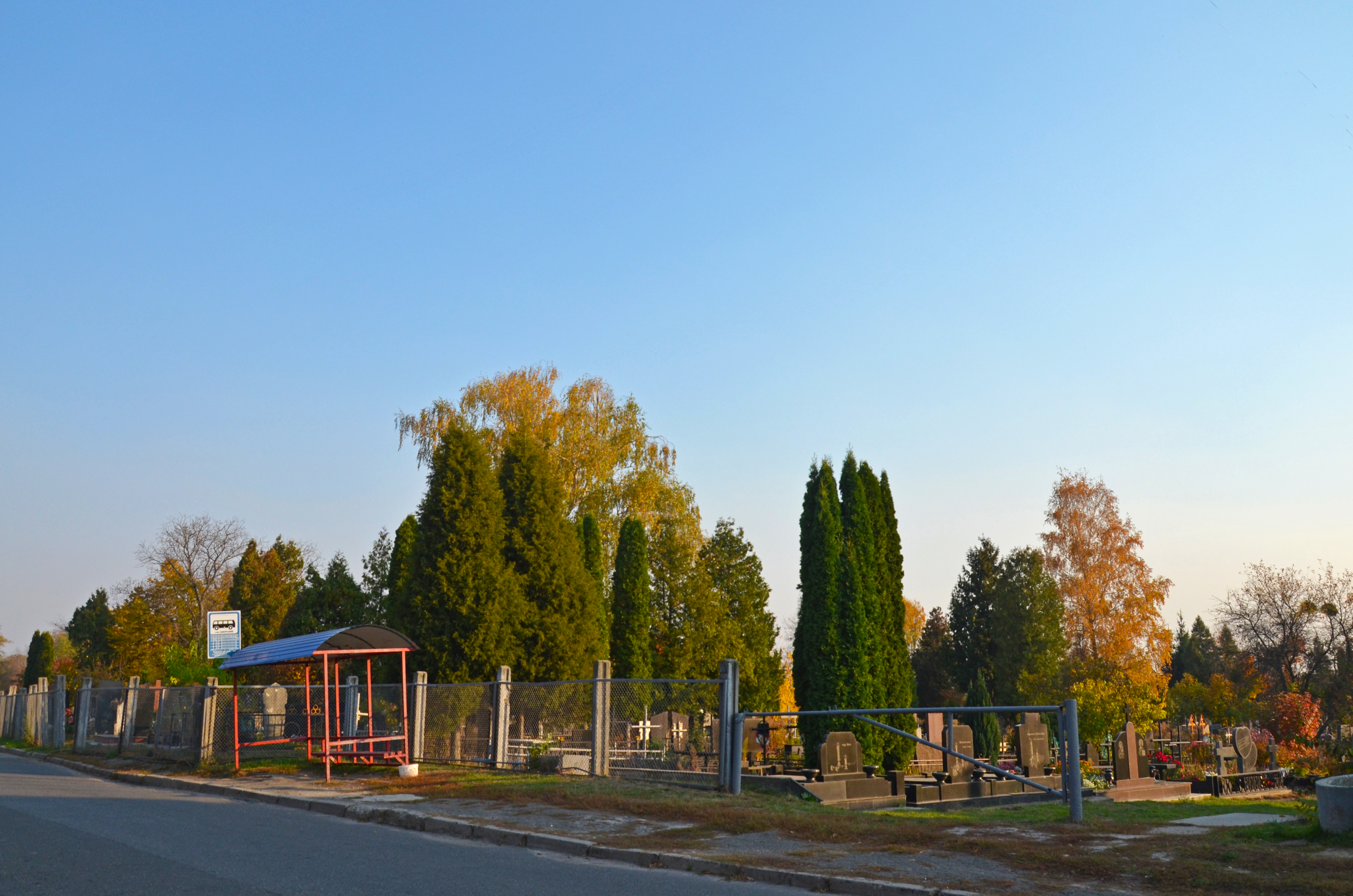
Корчуватське кладовище
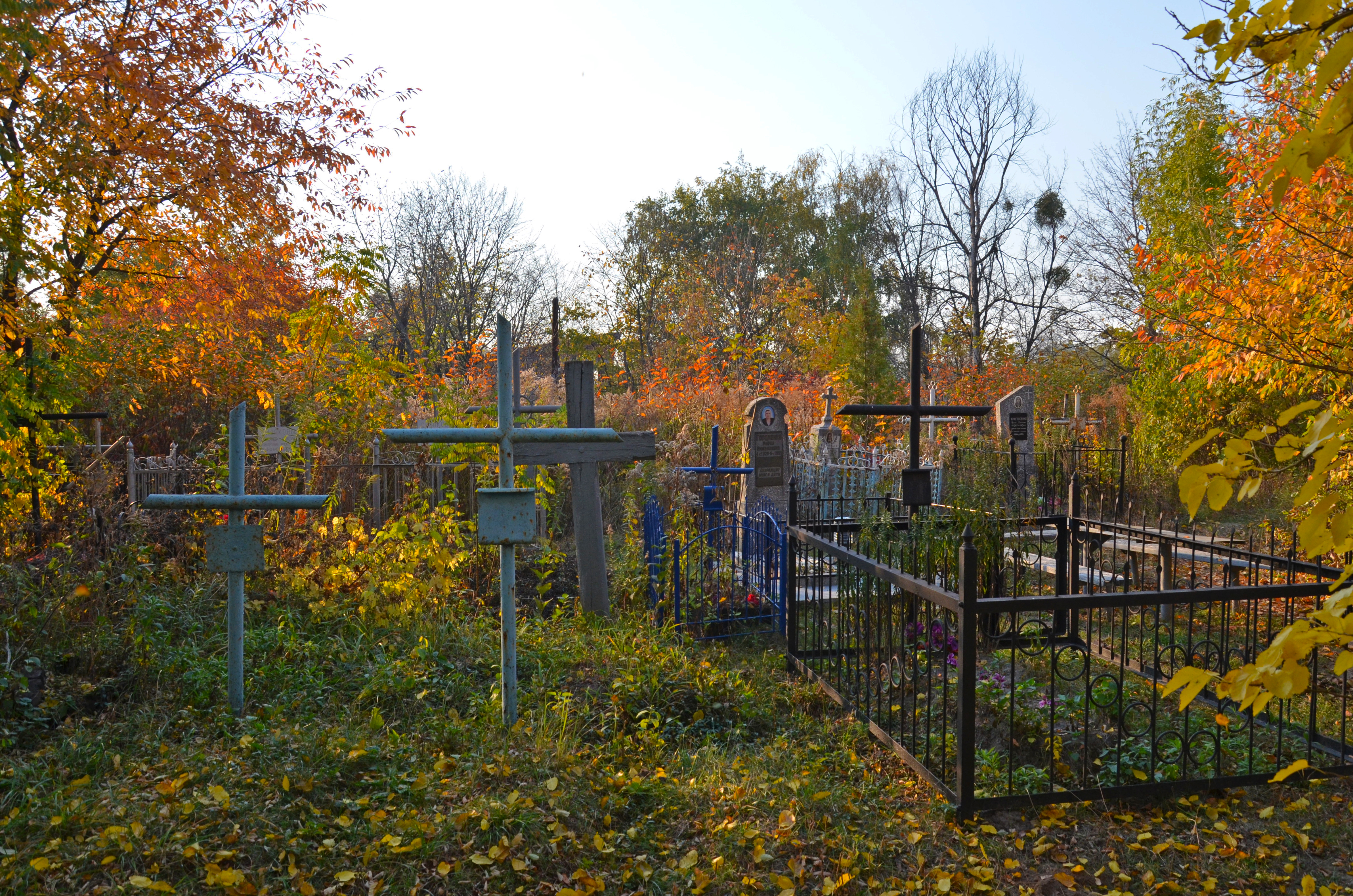
Старе Мишоловське кладовище